# Kabinett Klerides I

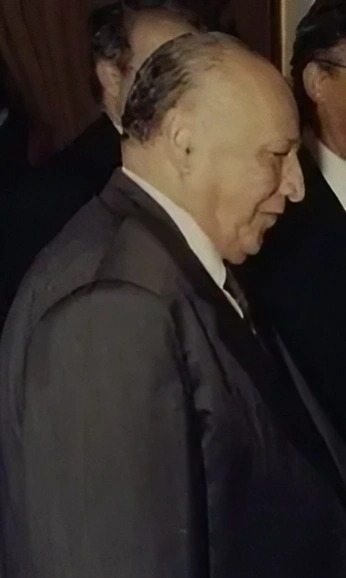
Glafkos Klerides war zwischen 1974 und 1975 Interims-Staatspräsident

Das Kabinett Glafkos Klerides wurde in der Republik Zypern von Interims-Staatspräsident Glafkos Klerides nach dem Rücktritt von Nikos Sampson am 23. Juli 1974 als Übergangsregierung gebildet und löste das Kabinett Nikos Sampson ab. Es blieb bis zum 14. Januar 1975 im Amt und wurde vom Kabinett Makarios VI abgelöst.

## Minister
Dem Kabinett gehörten folgende Minister an:
| Amt                                                 | Amtsinhaber                            | Beginn der Amtszeit           | Ende der Amtszeit               |
| --------------------------------------------------- | -------------------------------------- | ----------------------------- | ------------------------------- |
| Staatspräsident                                     | Glafkos Klerides                       | 23. Juli 1974                 | 14. Januar 1975                 |
| Außenminister                                       | Glafkos Klerides Ioannis Christophides | 23. Juli 1974 25. August 1975 | 25. August 1974 14. Januar 1975 |
| Finanzminister                                      | Andreas Patsalides                     | 8. August 1974                | 14. Januar 1975                 |
| Innenminister und Verteidigungsminister             | Glafkos Klerides Nikos Koshis          | 23. Juli 1974 25. August 1974 | 25. August 1974 14. Januar 1975 |
| Bildungsminister                                    | Andreas Mikellides                     | 8. August 1974                | 14. Januar 1975                 |
| Minister für Arbeit und Sozialversicherung          | Panikos Sivitanides                    | 8. August 1974                | 14. Januar 1975                 |
| Minister für Handel und Industrie                   | Giorgios Christophides                 | 8. August 1974                | 7. Dezember 1974                |
| Justizminister                                      | Lefkos Klerides                        | 8. August 1974                | 14. Januar 1975                 |
| Minister für Kommunikation und öffentliche Arbeiten | Nikos Pattichis                        | 8. August 1974                | 14. Januar 1975                 |
| Gesundheitsminister                                 | Zenon Severis                          | 8. August 1974                | 14. Januar 1975                 |